# Anders Primdahl Vistisen
Anders Primdahl Vistisen (ur. 12 listopada 1987 w miejscowości Vridsted) – duński polityk, samorządowiec i działacz partyjny, deputowany do Parlamentu Europejskiego VIII, IX i X kadencji.

## Życiorys
Ukończył studia prawnicze pierwszego stopnia w 2010 na Uniwersytecie Aarhus, w 2013 na tej samej uczelni uzyskał magisterium. Od 2001 zaangażowany w działalność organizacji młodzieżowej Duńskiej Partii Ludowej (Dansk Folkepartis Ungdom). W latach 2010–2011 pełnił funkcję wiceprzewodniczącego, a w 2012 został przewodniczącym tej organizacji (zajmował to stanowisko do 2015). W 2010 objął mandat radnego regionu administracyjnego Jutlandia Środkowa. W 2012 został zatrudniony jako konsultant prawny w grupie poselskiej Europa Wolności i Demokracji.
W 2014 uzyskał mandat posła do Europarlamentu VIII kadencji, który wykonywał do 2019. Powrócił do PE w trakcie IX kadencji w listopadzie 2022 (zastępując Petera Kofoda). Mandat europosła utrzymał następnie w 2024.